# Белвал (Манш)
Белвал (фр. Belval) насеље је и општина у северној Француској у региону Доња Нормандија, у департману Манш која припада префектури Кутанс.
По подацима из 2011. године у општини је живело 299 становника, а густина насељености је износила 52,27 становника/km². Општина се простире на површини од 5,72 km². Налази се на средњој надморској висини од 85 метара (максималној 145 m, а минималној 32 m).

## Демографија
| 1962. | 1968. | 1975. | 1982. | 1990. | 1999. | 2011. |
| ----- | ----- | ----- | ----- | ----- | ----- | ----- |
| 266   | 290   | 234   | 253   | 274   | 274   | 299   |

График промене броја становника у току последњих година